# 毛赤芍
毛赤芍（学名：[Paeonia veitchii var. woodwardii] 错误：{{Lang}}：文本有斜体标记（帮助））为毛茛科芍药属下的一个变种。

## 扩展阅读
- 維基物種上的相關：毛赤芍